# Strangalia mediolineata
Strangalia mediolineata là một loài bọ cánh cứng trong họ Cerambycidae.